# Merremia flagellaris
Merremia flagellaris là một loài thực vật có hoa trong họ Bìm bìm. Loài này được (Choisy) O'Donell mô tả khoa học đầu tiên năm 1941.

## Hình ảnh

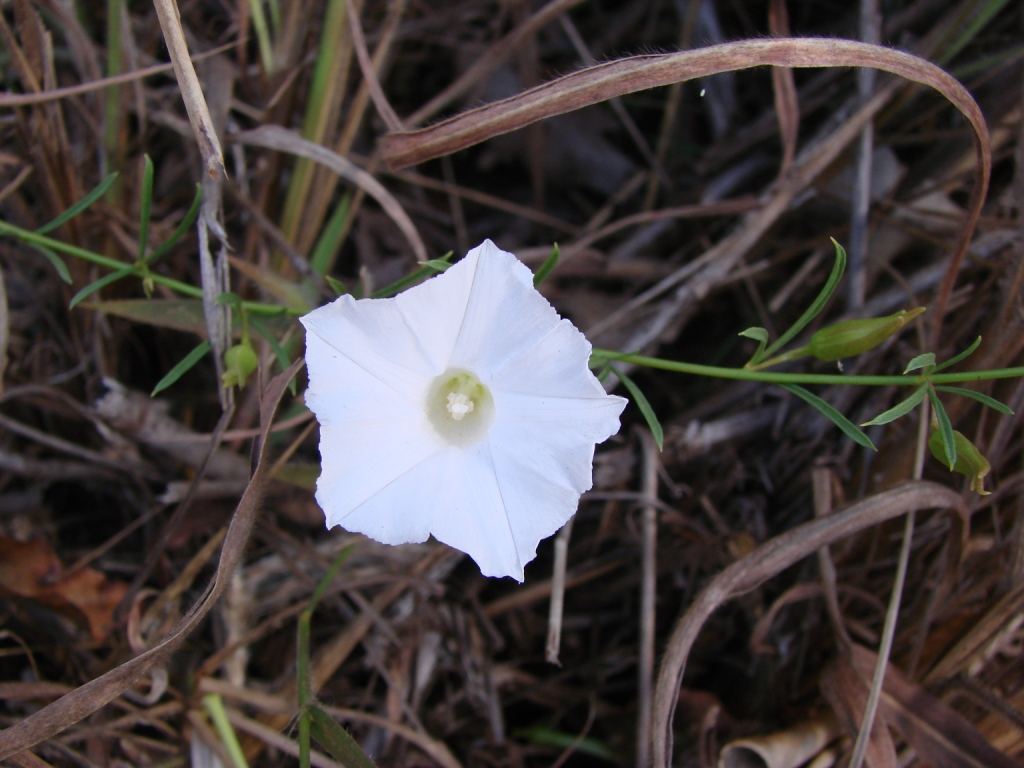